# Гулеватий Кирило Дмитрович
Кири́ло Дми́трович Гулева́тий (1912—1996) — радянський офіцер, учасник Другої світової війни, Герой Радянського Союзу (1945).

## Біографія
Кирило Гулеватий народився 17 березня 1912 року в селі Верхній Кульчум (нині — Єрмекеєвський район Башкортостану). Українець. Закінчив вісім класів школи, а потім — прискорений курс вищої агроколгоспної школи, після чого працював інспектором районного колгоспного союзу, завідувачем сільгоспстанції в селі Приютово Белебеївського району Башкирської АРСР, пізніше став секретарем Белебеївського районного комітету комсомолу.
У 1933 році призваний на службу в Робітничо-селянську Червону армію. В 1936 році закінчив Хабаровське військово-політичне училище, в 1939 році — курси військових комісарів при Військово-політичному училищі в Горькому.
Брав участь у радянсько-фінській війні.
На фронтах німецько-радянської війни з червня 1941 року. В 1943 році Гулеватий закінчив курси командирів дивізіонів при Вищій артилерійській школі. Командував 274-м гвардійським легким артилерійським полком 198-ї окремої легкої артилерійської бригади 2-ї гвардійської танкової армії. Брав участь у визволенні Курської області, Одеси, Херсона, Польщі, в боях на теренах Німеччини.
14 квітня 1945 року полк Гулеватого сприяв успішному прориву двох ліній ворожої оборони в районі Кюстрінського плацдарму. 21 квітня полк першим з усієї бригади відкрив вогонь по центру Берліна. За тиждень боїв бійці полку знищили 16 ворожих батарей артилерії і мінометів, 48 кулеметів, 19 автомашин.
Указом Президії Верховної Ради СРСР від 31 травня 1945 року за вміле командування полком, зразкове виконання бойових завдань командування і проявлені мужність і героїзм у боях з німецькими загарбниками гвардії підполковник Кирило Гулеватий удостоєний високого звання Героя Радянського Союзу з врученням ордена Леніна і медалі «Золота Зірка» за номером 6748.
У 1946 році Гулеватий закінчив курси командирів полків у Ленінграді, в 1952 році — Військову академію імені М. В. Фрунзе.
З 1959 року в званні підполковника звільнений у запас. Проживав в Одесі, пізніше переїхав в П'ятигорськ. Помер 18 жовтня 1996 року.

## Звання та нагороди
31 травня 1945 року Кирилу Дмитровичу Гулеватому присвоєно звання Героя Радянського Союзу.
Також нагороджений:
- орден Леніна (31.05.1945)
- орден Червоного Прапора (06.01.1944)
- орден Червоного Прапора (20.07.1944)
- орден Червоного Прапора.
- орден Олександра Невського (20.02.1945)
- орденами Вітчизняної війни 1-го ступеня (17.07.1943)
- орденами Вітчизняної війни 1-го ступеня (06.04.1985)
- орден Червоної Зірки.
- медалями.